# Pachecoa
Pachecoa é um género botânico pertencente à família Fabaceae.

## Espécies
O género Pachecoa inclui as espécies:
- Pachecoa guatemalensis
- Pachecoa prismatica
- Pachecoa venezuelensis